# تاي شو

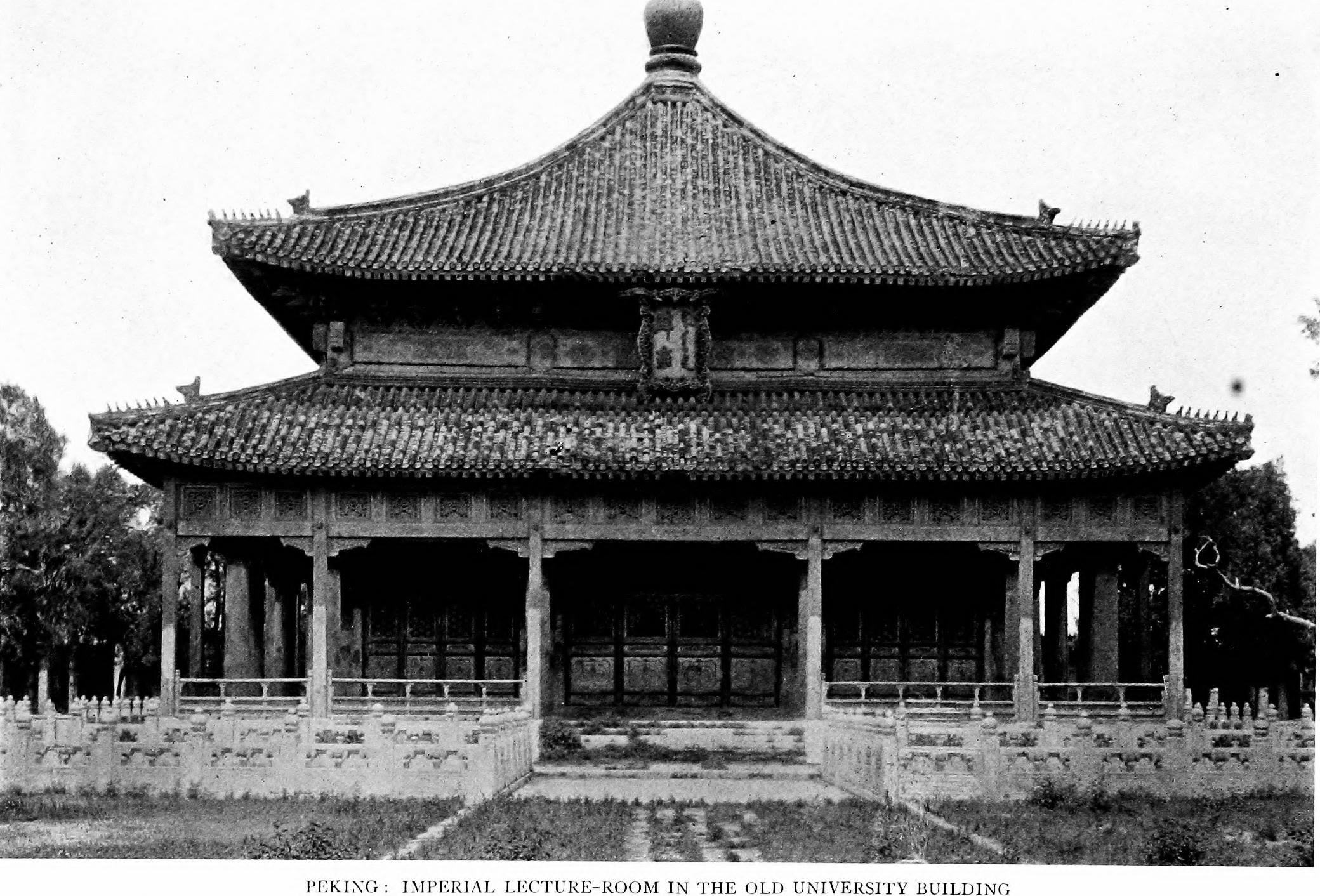
قاعة محاضرات إمبراطورية في مبنى الجامعة القديم

تاي شو (في الصينية المبسطة: 太学; في الصينية التقليدية: 太學; وتعني حرفيا «أعظم دراسة أو تعلم»)، أو يُطلق عليها أحيانًا اسم «الأكاديمية الإمبراطورية» أو «المدرسة الإمبراطورية» أو «الجامعة الإمبراطورية»    أو «الجامعة الامبراطورية المركزية»، كانت أعلى رتبة في مؤسسة تعليمية في الصين القديمة بين أسرة هان وسلالة سوي. استوعبت الجامعة 30000 طالب وأكاديمي خلال القرن الثاني. حيث زودت هذه المؤسسة أسرة هان ببيروقراطيين متعلمين جيدًا لشغل مناصب الخدمة المدنية في الحكومة الإمبراطورية. تم إنشاء أول نظام مدرسي حكومي على الصعيد الوطني في الصين في سنة 3 في فترة الحقبة العامة في عهد الإمبراطور بينغ هان، مع وجود تاي شو في عاصمة تشانغان والمدارس المحلية التي تم إنشاؤها في المحافظات وفي المدن الرئيسية في المقاطعات الأصغر. وضعت سلالة سوي إصلاحات كبيرة، وأعطت الأكاديمية الإمبراطورية دورًا إداريًا أكبر وأعادت تسميتها بـ غوا زو جيان (國子監). تم الحفاظ على المؤسسة من قبل السلالات المتعاقبة حتى تم إلغاؤها في النهاية في عام 1905 بالقرب من نهاية أسرة تشينغ.
قامت تاي شو بتدريس الكونفوشيوسية والأدب الصيني من بين أشياء أخرى لوظائف الخدمة المدنية عالية المستوى، على الرغم من أن نظام الخدمة المدنية القائم على الفحص التنافسي بدلاً من التوصية لم يتم تقديمه حتى عهد سوي ولم يصبح نظامًا ناضجًا حتى سلالة سونغ (960 – 1279).